# Fontaine-sur-Ay
Fontaine-sur-Ay település Franciaországban, Marne megyében. Lakosainak száma 315 fő (2022. január 1.). Fontaine-sur-Ay Ville-en-Selve, Avenay-Val-d’Or, Germaine, Val-de-Livre és Aÿ-Champagne községekkel határos.

## Népesség
A település népességének változása:
| Lakosok száma | 154  | 179  | 209  | 299  | 343  | 342  | 343  | 340  | 331  | 315  |
|               | 1968 | 1982 | 1990 | 2006 | 2013 | 2015 | 2017 | 2019 | 2020 | 2022 |